# قسم بوزي الريفي
قسم بوزي الريفي (بالفارسية: دهستان بوزی) هي منطقة سكنية تقع في إيران في القسم المركزي. يقدر عدد سكانها بـ 10,923 نسمة .